# Batáquez
Batáquez, Estación Batáquez o Ejido Monterrey, es una localidad mexicana del valle de Mexicali, en el municipio de Mexicali, Baja California. Según datos del INEGI, se encuentra localizada en las coordenadas 32°32'58 de latitud norte y 115°04'15 de longitud oeste y contaba con 1,145 habitantes en el año 2020. A pesar de ser una pequeña localidad, Batáquez tiene importancia local ya que es cabecera de la delegación municipal del mismo nombre.
El nombre: Estación Batáquez se deriva de que, desde principios y hasta mediados del siglo XX, en dicho poblado existía una estación ferroviaria del llamado: ferrocarril Intercalifornias o "tren pachuco", que recibía el nombre de "Batáquez". Con el tiempo el núcleo de población del Ejido Monterrey se ubicó a un lado de la estación antes citada.
Batáquez se encuentra comunicada principalmente por la carretera federal No. 2, que atraviesa el poblado de este a oeste, y por la carretera estatal n.º 3, la cual hace intersección en esta localidad con la federal No. 2 y se dirige hacia el sur, esta carretera estatal es la vía que comunica con Guadalupe Victoria que es la localidad más importante de la zona valle de Mexicali.

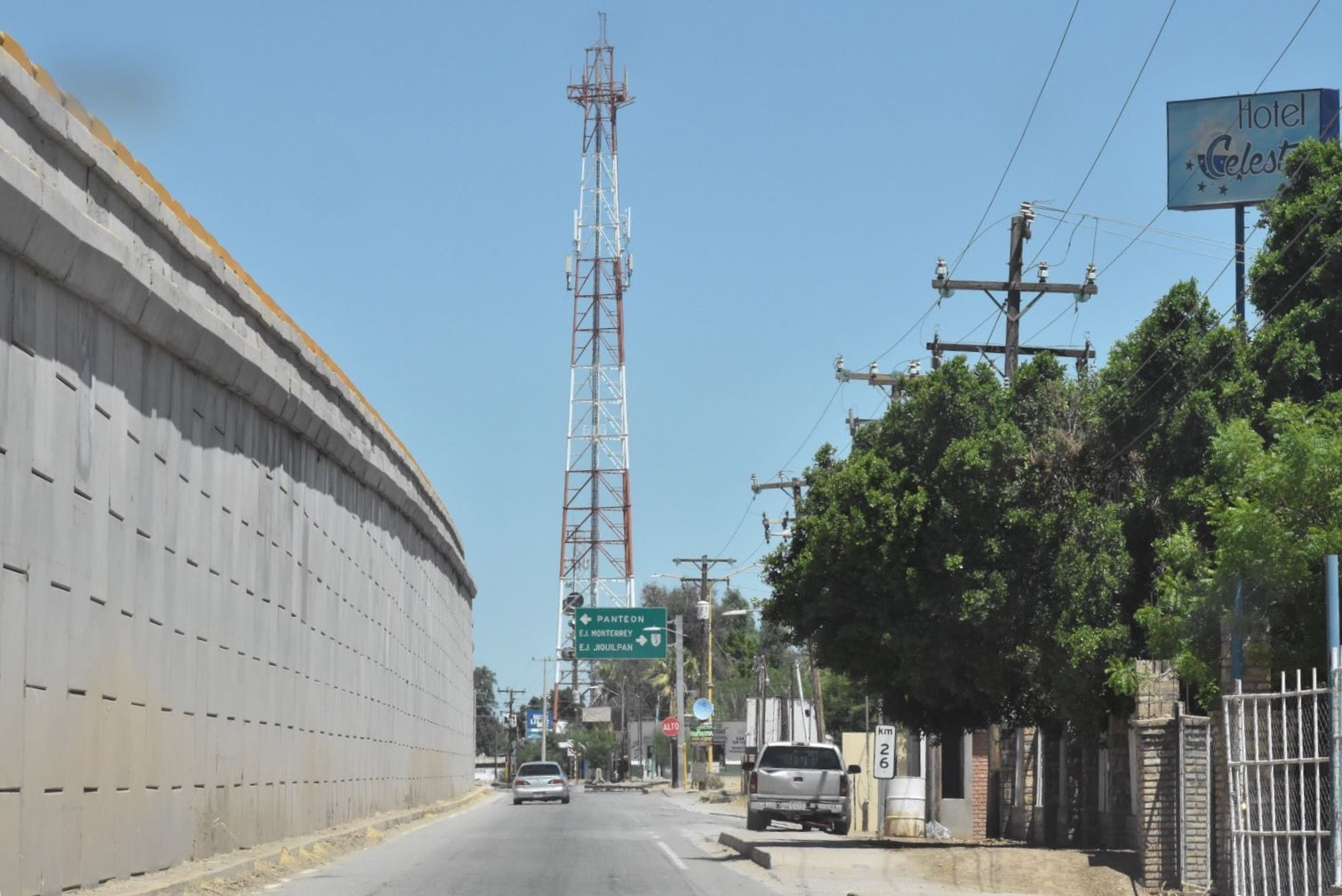
Zona comercial del ¨Ejido Monterrey (Batáquez)¨, a un costado del puente sobre la Carretera Federal No. 2 (México 2). En el área comercial de dicho poblado se encuentran gran variedad de comercios y servicios como: asaderos, gasolinera, hotel, estética, nevería, cajero automático, baños públicos, tienda 24 horas, una oficina de la CFE, una sucursal OXXO, entre otros comercios y servicios.

## Clima
| Parámetros climáticos promedio de Batáquez | Parámetros climáticos promedio de Batáquez | Parámetros climáticos promedio de Batáquez | Parámetros climáticos promedio de Batáquez | Parámetros climáticos promedio de Batáquez | Parámetros climáticos promedio de Batáquez | Parámetros climáticos promedio de Batáquez | Parámetros climáticos promedio de Batáquez | Parámetros climáticos promedio de Batáquez | Parámetros climáticos promedio de Batáquez | Parámetros climáticos promedio de Batáquez | Parámetros climáticos promedio de Batáquez | Parámetros climáticos promedio de Batáquez | Parámetros climáticos promedio de Batáquez |
| Mes                                        | Ene.                                       | Feb.                                       | Mar.                                       | Abr.                                       | May.                                       | Jun.                                       | Jul.                                       | Ago.                                       | Sep.                                       | Oct.                                       | Nov.                                       | Dic.                                       | Anual                                      |
| ------------------------------------------ | ------------------------------------------ | ------------------------------------------ | ------------------------------------------ | ------------------------------------------ | ------------------------------------------ | ------------------------------------------ | ------------------------------------------ | ------------------------------------------ | ------------------------------------------ | ------------------------------------------ | ------------------------------------------ | ------------------------------------------ | ------------------------------------------ |
| Temp. máx. media (°C)                      | 21.8                                       | 23.8                                       | 28.4                                       | 31.9                                       | 36                                         | 41.1                                       | 42.7                                       | 42.1                                       | 39.2                                       | 33                                         | 26                                         | 20.5                                       | 32.2                                       |
| Temp. mín. media (°C)                      | 14.6                                       | 16.4                                       | 20.3                                       | 23.4                                       | 27.4                                       | 32.5                                       | 35.3                                       | 35                                         | 31.8                                       | 25.5                                       | 18.9                                       | 13.7                                       | 24.6                                       |
| Precipitación total (mm)                   | 1                                          | 2                                          | 1                                          | 0                                          | 0                                          | 0                                          | 2                                          | 3                                          | 2                                          | 1                                          | 1                                          | 1                                          | 14                                         |
| Fuente: Weatherbase                        |                                            |                                            |                                            |                                            |                                            |                                            |                                            |                                            |                                            |                                            |                                            |                                            |                                            |

## Actividad Económica
La principal actividad económica del Ejido Monterrey (Batáquez) del Valle de Mexicali es la agricultura. Actualmente en el Ejido Monterrey se cultivan principalmente algodón, trigo y cebollín, en las mil 916 hectáreas agrícolas que componen el territorio, trabajadas principalmente por 95 ejidatarios.

## Historia

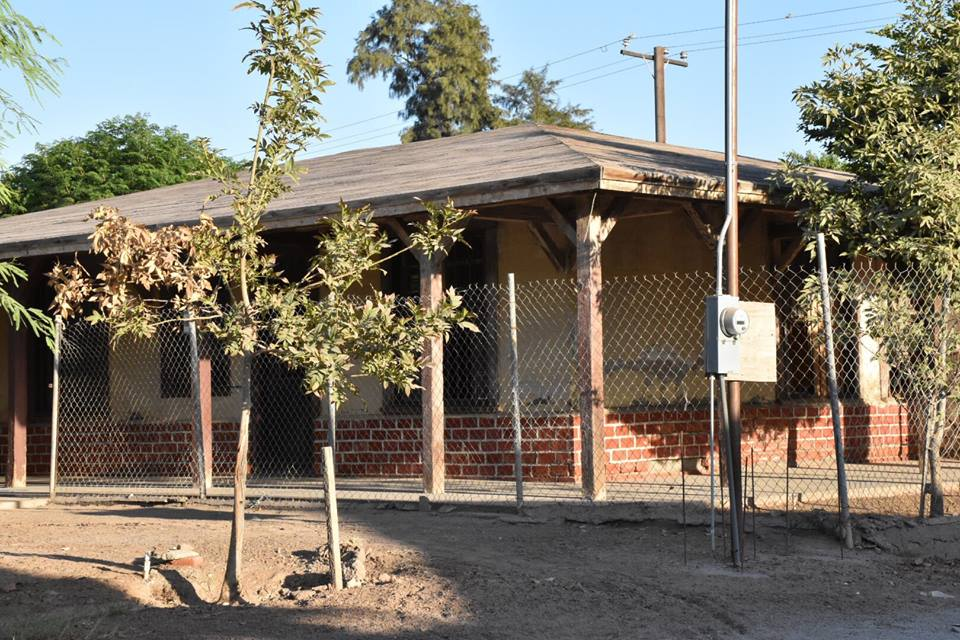
Estación Batáquez (Única estación del Tren Intercalifornias que se conserva en el Valle de Mexicali).

A lo largo de la vía fueron surgiendo poblados, en las estaciones del ferrocarril: Pascualitos, Palaco, Sesbania, Kasey, Cucapá, Pólvora, Hechicera, Batáquez, Tecolotes, Paredones, Cuervos y Algodones.
En Batáquez andaban en caballo en 1920, los delegados, ejercieron sus funciones de esta manera. Se pidió apoyo al ayuntamiento para la manutención del mismo. Se le otorgó un peso oro nacional diario.
Origen del nombre de Batáquez:
A principios del siglo XX, el nombre de Batáquez antiguamente se conocía como ¨Batáquiz¨ (Rumores dicen que adquirió el nombre de un indígena que residía en el lugar, ¨Versión no confirmada¨), además en el censo de población del año de 1900 de México se dieron resultados por localidades y ranchos en el que el nombre de Batáquez lo recibía como ¨Batequis¨ con 7 habitantes. Eh incluso en otro censo de población del año de 1910 recibía el nombre de ¨El Batequí¨ que se clasificaba como rancho en aquel momento con tan solo 15 habitantes. No fue que hasta el 23 de junio de 1913 la compañía de trenes estadounidense ¨Southen Pacific¨ inauguró la estación del ferrocarril que recibía el nombre oficial de ¨Batáquez¨, que hasta el momento se conoce actualmente. 
Toponimia del nombre de Ejido Monterrey:
Monterrey, recibe su nombre como homenaje a la ciudad de Monterrey, capital del estado de Nuevo León en México.

## Cronología de Batáquez

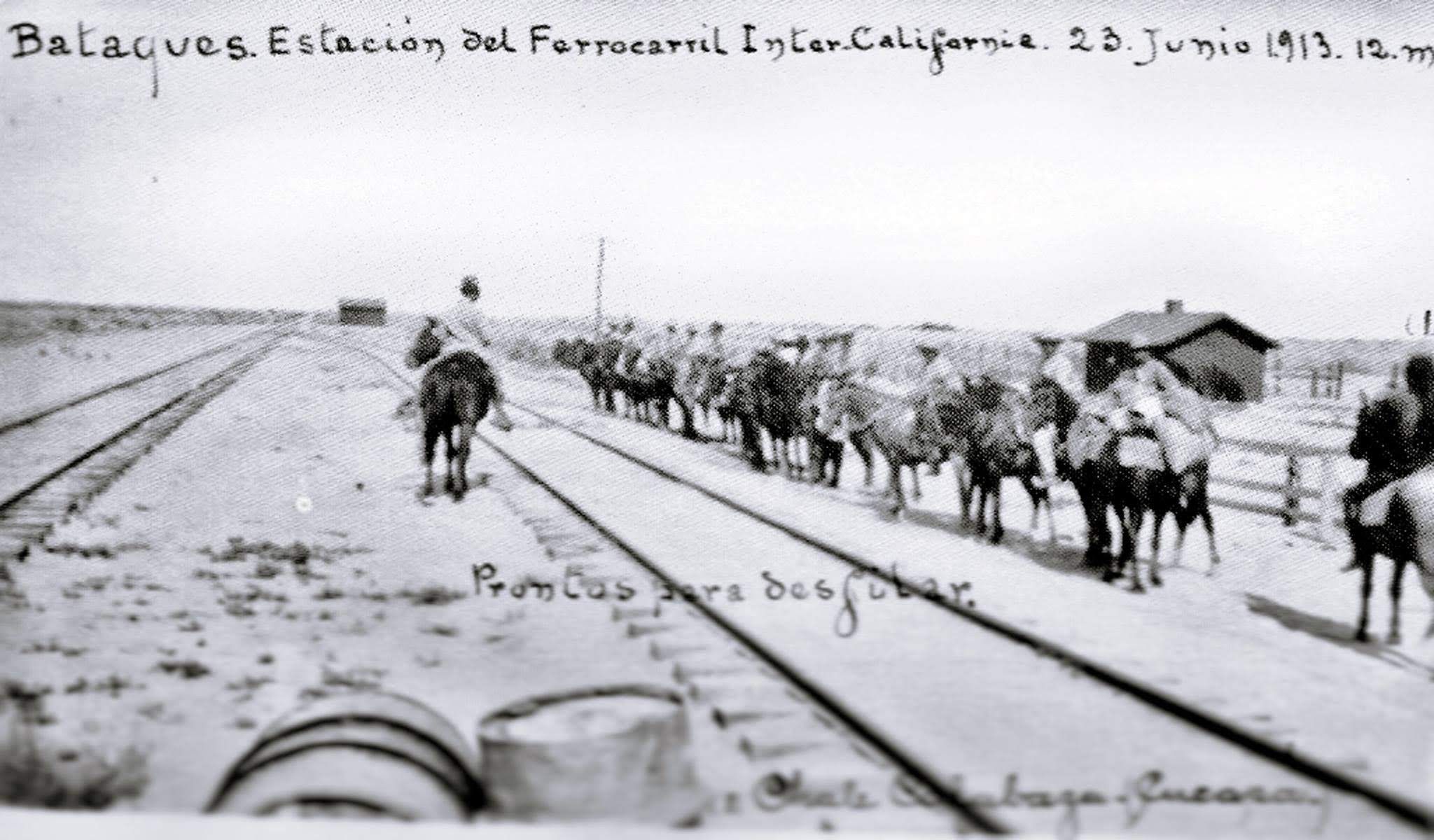
Esta fotografía fechada el 23 de junio de 1913, como documento de mayor antigüedad que refiere al poblado Batáquez se toma como fecha de fundación de dicho asentamiento humano.

1895: se iniciaron los trabajos del ferrocarril intercontinental del Southern Pacific de los E.U. en el tramo Yuma a Mexicali.
1906: se inaugura el Ferrocarril Intercalifornia recorriendo 83 km . En 16 estaciones; unas de ellas en la Estación Batáquez.
1911: el 21 de febrero, fue fundada la Escuela Primaria Cecilio Garza. Actualmente se conoce como Escuela Primaria Profesora Paula López Espinoza.
1913: el 23 de junio, se inaugura la Estación Batáquez y la Delegación Municipal Batáquez.
1937: el 27 de enero, se expropia por decreto del presidente Lázaro Cárdenas del Río la Colorado River Land Company suscitando a un movimiento agrario llamado Asalto a las Tierras.
El 14 de junio, el poblado de la Estación del ferrocarril Batáquez es reconocido como ¨Ejido Monterrey (Batáquez)¨.
1959: el 2 de marzo, el tren Intercalifornia de la compañía estadounidense ¨Southern Pacific¨ dejó de circular el territorio mexicano desde Mexicali a Algodones.
1996: el  16 de marzo, se inaugura el primer Hotel del Valle de Mexicali, en el Ejido Monterrey (Batáquez), llamado: Hotel Celeste.
2005: se inaugura el Puente sobre la Carretera Federal que comunica de Mexicali a San Luis Rio Colorado, dañando severamente los comercios en el Poblado Batáquez.
2017: el 10 de enero, Gasolinera DAGAL Estación Batáquez abastece por la subira de los precios de los combustibles en México.

## Demografía Poblacional (1900 - 2020)
| Año: | Población: |
| ---- | ---------- |
| 1900 | 7          |
| 1910 | 15         |
| 1921 | 197        |
| 1930 | 377        |
| 1940 | 146        |
| 1950 | 340        |
| 1960 | 583        |
| 1970 | 625        |
| 1980 | 852        |
| 1990 | 983        |
| 1995 | 1076       |
| 2000 | 1258       |
| 2005 | 1127       |
| 2010 | 1121       |
| 2020 | 1145       |